# Kita-Fukutokutai
Kita-Fukutokutai je podmořský vulkán v Pacifiku, nacházející se přibližně na půl cesty mezi ostrovy Iwodžima a Minami-Iótó. Vrchol sopky se nachází jen 73 m pod hladinou moře. Sopečná činnost v oblasti byla poprvé hlášena v roce 1937, poslední erupce byla pozorována rybářskou lodí v roce 1988 (toto hlášení však nebylo potvrzeno jinými pozorováními).